# حسن و قبح افعال
حسن و قبح افعال موضوعی در علم کلام است که به منشأ نیکی و بدی رفتارهای انسان می‌پردازد. طبق دیدگاه شیعه و معتزله برخی افعال ذاتاً بد و نبایسته و برخی ذاتاً خوب و بایسته هستند و به عبارت دیگر حسن و قبح افعال ذاتی است و انسان مستقل از شرع با عقل مستقلاً خود قادر به تشخیص آن می‌باشد. این دیدگاه قائل به حسن و قبح ذاتی عقلی افعال است. در مقابل اشاعره معتقدند حسن و قبح افعال ذاتی نیست بلکه شرعی است و انسان برای تشخیص آن نیازمند راهنمایی شرع است و باید حسن و قبح افعال را به‌طور تعبدی بپذیرد.

## تاریخچه و تطور نظریه حسن و قبح
برخی از محققان معتقدند که نظریه حسن و قبح سه مرحله تاریخی را پشت سر گذاشته است:
- تا قبل از ظهور قدریه و معتزله که واقعیت آن مطرح بوده ولی اصطلاح آن وجود نداشته‌است.
- پس از ظهور معتزله تا پایان قرن سوم که هم اصطلاح آن مطرح گردید و هم پارهای از مصادیق آن به‌طور مشخص مورد بحث قرار گرفت ولی به صورت جدی مورد اثبات و نقد قرار نگرفت
- پس از ظهور اشاعره و مخالفت‌های آنان که به‌طور جدّی مورد اثبات و نقد واقع شد و از سوی موافقان، دلایلی بر اثبات آن اقامه گردید.[۲]

## معناشناسی
حُسن و قُبح از مباحث عمده در کلام اسلامی و به‌تَبَع، مبحثی در اصول فقه به‌شمار می‌آید. این بحث ناظر به ارزش هنجاری عمل است. لغت «قبح» در قرآن کریم تنها یک‌بار به‌صورت «مقبوحین» آمده‌است که به‌معنای زشتی چهره است، ولی «حسن» در قرآن دفعات زیادی به‌کار رفته‌است. ازجمله در «احسن» درمقابل «احساء»، «حسنة» درمقابل «سیئة»، به‌کار رفته‌اند. سیر حسن و قبح از زیبایی‌شناسی به‌سوی علم اخلاق بوده‌است. نصرالله پورجوادی بر این باور است که حسن به‌همراه کلمهٔ «ملاحت» از واژگان قرآن است که در زبان و ادب پارسی به‌معنای خوبی و نیکویی و درمقابل قبح به‌کار رفته‌است.
محسن جوادی و محمدی شیخی در معناشناسی‌ای که برای حسن و قبح کرده‌اند چهار معنای عمده را چنین ذکر کرده‌اند:
- سازگاری و ناسازگاری با طبع: هرچه موافق میل و خوشایند موجود زنده باشد، حسن و هرچه مخالف و ناخوشایند آن باشد، قبیح است، بنابراین خوشایندی و ناخوشایندی را حسن و قبح می‌گوییم.[۵]
- سازگاری و ناسازگاری با اغراض و مصالح
- کمال و نقص نفسانی
- حسن و قبح به‌معنای مدح و ذم یا استحقاق مدح و ذم[۵]

## زمینه‌های شکل‌گیری

### زمینه قرآنی
گرچه حسن و قبح و به عنوان یک نظریه مستقیماً در قرآن دیده نمی‌شود ولی به نظر حجت‌الاسلام پاکتچی زمینه‌های طرح آن در آیاتی که بتاکید مرتکب شدن ظلمی توسط خداوند را مردود می‌شمارند می‌توان مشاهده کرد.
گرچه که نمی‌توان نظریه حسن و قبح را به صورت مستقبم در ضمن آیات قرآنی مشاهده کرد و دلالتی برای آن یافت ولی از سیاق ضمنی آیات و زمینه‌های طرح آنان می‌توان این نکته را دریافت که این نظریه به صورت ضمنی می‌توان از آیات قرآن استخراج شود. در برخی آموزه‌های قرآنی به این نکته اشاره شده‌است که خداوند مرتکب ظلم نمی‌شود. علاوه بر این برخی آیات قرآن تصریح دارند که خداوند در روز قیامت هیچ ستمی روا نخواهد داشت. نمونه‌ای از این آیات را می‌توان در ذیل دید:
- کهف:

وَوُضِعَ الْکِتَابُ فَتَرَی الْمُجْرِمِینَ مُشْفِقِینَ مِمَّا فِیهِ وَیَقُولُونَ یَا وَیْلَتَنَا مَالِ هَذَا الْکِتَابِ لَا یُغَادِرُ صَغِیرَةً وَلَا کَبِیرَةً إِلَّا أَحْصَاهَا وَوَجَدُوا مَا عَمِلُوا حَاضِرًا وَلَا یَظْلِمُ رَبُّکَ أَحَدًا ﴿۴۹﴾و کارنامه [عمل شما در میان] نهاده می‌شود آنگاه بزهکاران را از آنچه در آن است بیمناک می‌بینی و می‌گویند ای وای بر ما این چه نامه‌ای است که هیچ [کار] کوچک و بزرگی را فرونگذاشته جز اینکه همه را به حساب آورده است و آنچه را انجام داده‌اند حاضر یابند و پروردگار تو به هیچ‌کس ستم روا نمی‌دارد.
- بقره:

دسته دوم از اوامر قرآنی ناظر به عنوان‌هایی است که قبل از پیدا شدن حکم شرعی مطلوبیت داشته‌اند مانند عنوان قسط که در موارد گوناگونی دیده می‌شود: وَلَا یَأْبَ الشُّهَدَاءُ إِذَا مَا دُعُوا وَلَا تَسْأَمُوا أَنْ تَکْتُبُوهُ صَغِیرًا أَوْ کَبِیرًا إِلَی أَجَلِهِ ذَلِکُمْ أَقْسَطُ عِنْدَ اللَّهِ وَأَقْوَمُ لِلشَّهَادَةِ وَأَدْنَی﴿۲۸۲﴾
و چون گواهان احضار شوند، نباید خودداری ورزند؛ و از نوشتن (بدهی) چه خرد باشد یا بزرگ، ملول نشوید، تا سررسیدش (فرا رسد). این (نوشتنِ) شما، نزد خدا عادلانه تر، و برای شهادت استوارتر.
لذا عنوان قسط و عدل و داد از جمله عناوینی است که گویا پیش تر از نزول قرآن معنای خود را داشته‌است و شرایع آسمانی نیز برای بر پا داشتن آن آمده‌اند. علاوه بر این می‌توان به عنوان‌های فحشا و و منکر نیز اشاره کرد که مربوط به ارزش‌گذاری اعمال پیش از ورود شرع‌اند. البته این عناوین متعلق نهی خداوند قرار گرفته‌اند و متعلق امر شیطان. از جمله عناونی دیگر پیش از ورود حکم می‌توان به مفاهیم خباثت و طیبات سخن گفت. طیبات ناظر به آن نعمات خداوندی است که از مؤمنان خواسته می‌شود تا آن‌ها را بر خود حرام نکنند. کسی که طیبات را بر خودش حرام می‌کند در لسان قرآن نکوهش شده‌است. در حدیثی که از هند این ابی هاله فرزند خدیجه در وصف پیامبر، از حسن و قبح به جای طیب و خبیث استفاده شده است:
«یحسن الحسن و یصوبه (او یقویه) و یقبح القبیح و یوهنه»: یعنی پیامبر امر حسن و نیکو را نیکو می‌داند و تأیید می‌کند و امر زشت و قبیح را خوار می‌شمارد.

### زمینه‌های بین ادیانی
اصحاب ادیان نیز بحث از حسن و قبح را در کنار بحث‌هایی چون عدل در پی گرفته‌اند. شهرستانی در کتاب نهایه الاقدام به ادیانی همچون ثنویه، تناسخیه و براهمه د راین زمینه اشاره کرده‌است. مانویان نیز به اتصاف اعمال به حسن و قبح ذاتی باور داشته‌اند. تناسخیه مورد نظر در متون اسلامی، با مانویه اشتراک نظر دارند. براهمه نیز به این نکته اشاره کرده‌اند که عقل تام بر آنچه پیامبر می‌آورد می‌تواند ما را دلالت و راهنمایی کند و لذا ضرورت نبوت را انکار کرده‌اند. آن نیز بر این آورند که خداوند حکیم، خلق را تنها به آن چیزی که عقولشان رهنمایی و دلالت می‌کند ملزم به تعبد نمی‌کند. پاکتچی معتقد است که در صف آرایی اصحاب ادیان در باب حسن و قبح ذاتی می‌توان گفت که مانویانو براهمه موافق معتزله بوده‌اند و یهودیان و زردشتیان در تقابل با معتزله قرار می‌گیرند. وی بر این باور است که ادیان فاقد شریعت بر حسن و قبح ذاتی تأکید دارند چنان‌که دین مسیحی همانند براهمه و مانویان فاقد یک شریعت فراگیر و جامع است.

### زمینه‌های حدیثی
یکی از نکات راجع به روایاتی است که پیرامون جایگاه عقل در قیاس با ادله نقلی و سمعی است. در سده دوم قمری می‌توان گفت که عقل مورد توجه بوده‌است چنان‌که کتاب العقل داوود ابن محبر از آن حکایت دارد. محبر حسن معرفت به خدا و حسن طاعت را ناشی از عقل می‌داند. وی همچنین معتقد است کسی که عقل ندارد بتیع دین هم ندارد. در عین حال وی عقل را ابزاری می‌داند که با آن امر و نهی الهی را در می‌یابد. نکته مهم اینجاست که عقل در احادیث امامیه جایگاهی بس ویژه دارد چنان‌که از آن با عنوان ما عبد به الرحمان و اکتسب به الجنان یاد شده‌است. بر اساس حدیثی که از امام صادق نقل شده‌است عقل تا بدان جا پیش می‌رود که نشان می‌دهد که خداوند را امری و نهی ای است که باید پیروی شود در حالیکه چیستی آن‌ها را در نمی‌یابد. در میان امامیه احادیثی وجود دارد که نشان می‌دهد نوعی موازات میان عقل و نقل وجود دارد و رابطه آن دو صرفاً طولی نیست. در حدیثی از امام صادق (ع)، عقل حجتی میان بندگان و خداست و در وصیت امام موسی کاظم (ع) خداوند حجت‌های ارسالی خود را با عقل تکمیل کرده‌است؛ و عقل حجت باطن دانسته شده‌است. این احادیث را می‌توان دال بر تشخیص حسن و قبح به واسطه عقل دانست. علاوه بر این حدیثی از امام صادق دربارهٔ سپاهیان عقل و سپاهیان جهل وجود دارد که دال بر نوعی عقل عملی و تشخیص حسن و قبح است.

## حسن و قبح نزد فرقه‌های کلامی

### حسن و قبح نزد معتزله
متکلّمان معتزله:مسألهٔ حسن و قبح عقلی از اصول مورد قبول همه متکلمان معتزلی می‌باشد. شهرستانی آنجا که عقاید مورد اتفاق معتزله را بیان نموده، گفته است: «و اتّفقوا علی أنـّ اصول المعرفة، و شکر النّعمة واجبة قبل ورود السّمع، و الحسن و القبح یجب معرفتهما بالعقل، و اعتناق الحسن، و اجتناب القبیح واجب کذلک»
محور کلام معتزله را اصول پنجگانه:توحید، عدل، وعد و وعید، منزلة بین المنزلتین، امر به معروف و نهی از منکر، تشکیل می‌دهد، و قاعدهٔ حسن و قبح عقلی از مبادی اصل عدل به‌شمار می‌رود، زیرا توصیف افعال الهی به عدل و حکمت، و پیراسته بودن او از کارهای ناروا متوقف بر این است که افعال در ذات خود حسن یا قبیح بوده، و عقل بر ادراک حسن و قبح آن‌ها (فی الجملة) توانا باشد.
قاضی عبد الجبار معتزلی در این باره می‌گوید:
«الأصل الثّانی من الأصول الخمسة، الکلام فی العدل و هو کلام یرجع إلی أفعال القدیم تعالی جلّ و عزّ، و ما یجوز علیه و ما لا یجوز». آنگاه می‌گوید: «نحن إذا وصفنا قدیم تعالی بأنّه عدل حکیم، فالمراد به أنّه لا یفعل القبیح أو لا یختاره، و لا یخلّ بما هو واجب علیه، و أنّ أفعاله کلّها حسنة»،
و پس از آنکه استدلال متکلمان عدلیه بر اثبات مدعای مزبور را یادآور شده گفته است: «فإن قیل:قولکم إنّه تعالی لا یختار قبح لعلمه بقبحه و بغنائه عنه، ینبیء علی انّه یقبح من تعالی فعل من الأفعال، و نحن لانساعدکم علی»، و در پاسخ گفته است: «قیل له إنّ القبیح إنّما قبح لوقوعه علی وجه، فمتی وقع علی ذلکـ الوجه وجب، سواء وقع من اللّه تعالی، أو من الواحد منّا، و هذه لةکبیرة اختلف الناس فیها». مقصود از «مسئله کبیرة» همان قاعده حسن و قبح عقلی است که نامبرده در ادامه بحث خود به بررسی آن پرداخته است.
معتزله خدا را خالق اعمال انسان و حیوان نمی‌دانند و عباد را در فعل حسنات و سیّئات، مستقلّ دانسته‌اند و ارادهٔ حقّ را دخیل در امور بندگان نمی‌دانند و می‌گویند:افعال عباد، مخلوق خود آنان است و اعمال و افعال حیوانات دیگر نیز، مربوط به قدرت خدا نیست.
عقیده دارند که مشیّت حق، به امر و نهی تعلّق نگرفته‌است و حق تعالی، مرتکب کبائر را بدون توبه نمی‌آمرزد. اینان حقّ تعالی را شیئی از اشیاء می‌دانند و کعبی از جملهٔ بزرگان معتزله، این عقیده را اجماعی معتزله می‌داند.
این که فعل را مستقل از خدا می‌دانند را می‌توان بر این معنی تفسیر کرد عقل انسان خود قبح و حسن افعال را فی نفسه تشخیص می‌دهد. دی گیمارت مفهوم عدل نزد معتزله را که معنایی تنگاتنگ با حسن و قبح ذاتی دارد چنین بیان می‌کند که خدا نه تنها به معنای واقعی کلمه «ظلم» نمی‌کند، بلکه در تمام امور، بالضرورة آنچه راکه (از لحاظ اخلاقی) خوب است، انجام می‌دهد و از انجام هر فعلی که (از لحاظ اخلاقی) بد است، مبرّاست.
در اولین صورت بندی‌های کلامی از حیث تاریخی در باب حسن و قبح می‌توان به چهره مهم ابوالهذیل علاف اشاره کرد که حسن و قبح را با بحث عدل خداوند مطرح می‌کرد. مقصود وی از عادل بودن خداوند این چنین بیان شده‌است که خداوند هیچ کار قبیحی را انجام نمی‌دهد و از هیچ کار حسنی هم اجتناب نمی‌کند و هر چیزی که خداوند انجام می‌دهد اصلح آن چیزی است که می‌تواند انجام شود. در نظر علاف معتزلی خداوند قادر بر ظلم و کذب هست ولی به سبب حکمت و رحمتش محال است که چنین کند. از نظر ابوالهذیل عقل دارای دو جنبه غیراختیاری و اختیاری است که تشخیص حسن و قبح از وجوه غیر اختیاری عقل است. در منظومه فکری وی بر هر مکلف این تکلیف وجود دارد که قبل از ورود نقل و سمع، نیکویی امر حسن و زشتی امر قبیح دانسته شود و امور حسنی همانند راستگویی و عدالت را انجام دهد و از اعمال قبیحی همچون دروغ و ظلم اجتناب کند. بشر بن معتمر یکی دیگر از معتزلیان که از معتزلیان بغداد شمرده می‌شود در همین راستا باور داشت خداوند قادر است تا کودکان را به ظلم عذاب کند ولی با این شرط که همان زمانی که این کار را انجام می‌دهد آن طفل بالغ و عاقل و مستحق خواهد شد. از جمله معتزلیان مهم دیگر می‌توان به ابراهیم نظام اشاره کرد که میان دو نوع قبیح تفاوت می‌گذارد. از نظر وی هر گناهی که امر به آن از سوی خداوند ممکن باشد صرفاً قبح شرعی دارد و نه قبح عقلی در حالیکه برخی گناهان وجود دارند که گرچه از سوی خداوند اباحه‌ای ندارند ولی قبح آن‌ها ذاتی است. وی همچنین معتقد است که هر چه ممکن بود خداوند بدان‌ها امر نکند حسن آن صرفاً شرعی است و آنچه امر نکردن به آن جایز نباشد از جانب خداوند، حسن ذاتی است. وی معتقد است که وصف خداوند به ظلم از محالات است و خداوند در عمل به عدل و حکم مختار است. از دیگر افراد معتزله می‌توان به ابوعلی اسواری اشاره کرد که همچون نظام، وصف خداوند به قدرت بر فعل قبیح را مجاز نمی‌دانست. پاکتچی معتقد است که افرادی همچون ضراربن عمرو و نجار که در ابتدا معتزلی بودند و سپس از معتزله فاصله گرفتند و جبری مسلک شدند دارای رویکردی غلوآمیز به صفات الهی همچون قدرت اند و نظریه‌شان به جبر منتهی می‌شود. پاکتچی در نقد نظر شهرستانی در باب معتزلی بودن افرادی همچون نجار می‌نویسد: «اینکه شهرستانی معتقد است قول نجار در باب وطیفه متفکر قبل از ورود سمع، نزدیک به قول معتزله است و نجار قائل به وجوب تحصیل معرفت با استدلال و نظر است را نمی‌توان به حسن و قبح ذاتی تعمیم داد چه باور نجار به جبر، امکان چنین رویکردی را به او نمی‌داد.»
دیگر متقدمان معتزله همچون ثمامه ابن اشرس، بصورتی گسترده از حسن و قبح سخن گفته‌اند و بر آن مطالبی نیز افزوده‌اند. مثلاً این که معارف و از جمله معرفت خداوند ضروری عقل است و اگر کسی به ضرورت این معرفت را درنیافته باشد و خالقش را نشناسد معذور است و خلقت او همانند حیوانات برای عبرت و تسخیر خواهد بود. ابوموسی مردار بر این باور بود که گرچه خداوند قادر است تا ظلم کند و دروغ بگوید ولی متعالی از این است که به این صفات متصف شود. مردار سخن در باب ظلم بر خداوند را قبیح شمرده است.
درمیان معتزلیان بعدی نیز کلیت بحث حسن و قبح پذیرفته می‌شود و دستاوردهای جزئی در آن را می‌توان دید. برخی از آن‌ها همچون ابو جعفر اسکافی حتی راه مبالغه در مورد حسن و قبح ذاتی افعال پیمودند و تا بدان جا پیش رفتند که معتقد شدند حتی اموری از سنخ طاعات و معاصی که حسن آن‌ها نزد دیگران تنها ناشی از شرع است دارای حسنی لنفسه و ذاتی‌اند.
در میان مکتب کلامی معتزله که دو گرایش عمده بصری و بغدادی را به خود می‌بیند می‌توان به افرادی مهم و نظریات سرنوشت ساز آن‌ها در باب حسن و قبح نیز اشاره کرد. در میان معتزلیان بصری ابوعلی جبایی دیدگاهی مهم در باب حسن و قبح دارد چنان‌که معتقد است علم به حسن و قبح ذاتی اشیاء برای کسانی که به کمال عقل نیز نرسیده‌اند هم قابل دستیابی است. وی معرفت حسن و قبیح را از واجبات عقلی می‌داند. در گرایش معتزله بغداد می‌توان به ابوالقاسم بلخی اشاره کرد که اشکالات وارد بر نظریه حین و قبح را از طریق حسن و قبح ذاتی پاسخ می‌گوید.

### حسن و قبح نزد اشاعره
چنین برآید که اشاعره منکر حسن و قبح به‌طور مطلق هستند؛ یعنی از نظر آن‌ها عقل هیچ‌گاه حکم به مدح ویا ذم نسبت به هیچ کاری را صادر نمی‌کند؛ البته عقل درک می‌کند که یک عمل، موافق با غرض یا ملائم با طبع یا دارای مصلحت است؛ ولی در موردانجام‌دهنده آن عمل، حکم به مدح عقل و عقلا صورت نمی‌گیرد و همچنین است حکم به مذمت در مورد کسی که مرتکب کار ناپسندی بشود.
این ادعا که اشاعره به‌طور کلی منکر حسن و قبیح عقلی هستند، از کلام تاریخ‌نویسانی چون مقریزی استفاده می‌شود. وی اظهار می‌دارد که از دیدگاه اشاعره، هیچ عملی نه مقتضی تحسین عقل است، نه تقبیح آن، بلکه حکم به حسن و قبح منحصراً مستفاد از شرع است. از جواب کسانی که درصدد ردادعاهای اشاعره برآمده‌اند نیز معلوم می‌شود اشاعره منکر درک عقل نسبت به حسن و قبح هستند تا جائی درک حسن و قبح عقلی از جمله امور ضروری و مورد درک هر عاقلی است؛ لذا اگر کسی به انکار آن بپردازد، گوئی منکر یک امر ضروری شده‌است.
در پاسخ به اشاعره گفته شده بعضی کسانی که دین را باور ندارند، مانند هنود وملحدین، در برخی امور به حسن یا قبح اعتراف دارند و این در حالی است که اگرحسن و قبح به دلیل تعلق امر شارع مقدس بود، نباید چنین اعترافی صورت می‌گرفت.
این دلیل نیز گویای این مطلب است که از دیدگاه اشاعره، عقل به حسن و قبحبه معنای مورد اختلاف به‌طور کلی حکم نمی‌کند یا از سوی معتزله به اشاعرهاظهار گردید که اگر حسن و قبح به سبب تعلق امر به آن باشد، باید بگوییم همان‌طور که هیچ فعلی از افعال الاهی به قبح متصف نمی‌شود-چون عمل اومتعلق نهی قرار نمی‌گیرد-نسبت به حسن افعال او هم باید جانب انکار را پیشگیریم و بگوییم هیچ فعلی از افعال او حسن نیست-چون فعل خدا متعلق امر قرارنمی‌گیرد-تا به حسن اتصاف پیدا کند یا بنابر قول اشاعره نباید کسی که از نهی شارع مقدس آگاهی پیدا نکرد، حکم به قبح ظلم و زشتی دروغ بنماید؛ در حالی‌که این‌طور نیست.

### حسن و قبح نزد امامیه
نوبختی در جهت اثبات حسن و قبح عقلی، بدیهی و ضروری بودن حسن و قبح را به عنوان علت در نزد عقل مطرح می‌نماید، چنانچه می‌گوید: «لأنـّه معلوم و لا یستند إلی الشّرع … و منّا من ادّعی الضّروره فی ذلک و هو حقّ»
محقق طوسی در بارهٔ حسن و قبح عقلی برخی افعال، علم به «حسن احسان» و «قبح ظلم» را، بیان می‌کند: «هما عقلیان للعلم بالاحسان و قبح ظلم من غیر شرع»
علامهٔ حلی نیز با دسته‌بندی افعال انسان به دو گروه عقلی و شرعی نظر امامیه و معتزله را این گونه بیان می‌دارد: «امامیّه و به دنبالشان معتزله بر آنند که: برخی از کارهای انسان، حـُسْنَش و قبحش به ضرورت حتمیّه عقلیّه، معلوم است. مانند علم ما به حُسْن صِدق نافِع، و قُبْح کِذب مُضِرّ. هر عاقلی را بنگریم در حکم این دو مسئله شک ندارد. این یقین و جزم و عدم شک در این حکم، کم‌تر از جزم و یقین نیاز داشتن ممکن الوجود به سبب و علّتی، نیست. برخی کارهای انسان مانند «حُسْن‌صِدق مُضرّ» و «قُبْح کذب نافِع» حسن و قبحش باید با اکتساب معلوم شود؛ و این احکام نیز عقلی هستند ولی نیاز به تهیّه مقدّمات عقلیّه دارند. برخی از کارهای انسان هست که، عقل از درک حسن و قبحش فرو می‌ماند، و شریعت باید حکم به آن کند و از حسن و قبح عقلی آن‌ها پرده بردارد، مانند عبادات»